# Dzsem (török herceg)
Dzsem (1459. december 22. – Capua, 1495. február 25.) török herceg, II. Mehmed szultán fia, II. Bajazid öccse.
16 éves korában apja  Karaman és Konya tartomány élére állította; de bátyja trónralépte után felkelt ellene, mire Bursában szultánnak kiáltották ki. Innen azonban Bajazid hadvezérei elől Egyiptomba, majd Rodosz szigetére menekült, a johannita rend nagymestere, Pierre d’Aubusson védelme alá. Ez utóbbi Dzsemmel 1482-ben olyan szerződést kötött, amelynek értelmében Dzsem  kötelezte magát, hogy trónra lépése esetén a lovagrendet rendkívüli kedvezményekben részesíti, az összes török kikötőket előtte megnyitja, évente 300 keresztény foglyot szabadon bocsát, ezen felül a lovagrendnek 150 000 aranyat fizet. d'Aubusson erre Dzsem herceget Franciaországba küldte, mert féltette az életét. Nemsokára azonban megváltoztatta politikáját, és Bajazid szultánnal kötött szerződést, melyben több rendbeli kiváltság és nagy összeg fejében kötelezte magát, hogy Dzsem herceget életfogytiglani fogságban tartja. Egyúttal azonban több más pénzsóvár fejedelem is meg akarta szerezni a becses foglyot. Így  például a francia király, Hunyadi Mátyás és VI. Sándor pápa is tettek lépéseket, hogy Dzsem herceg őreivé lehessenek. 1489-ben Dzsem Sándor pápa „birtokába” került, aki őt azonban 1495-ben kedvező feltételek alapján a francia királynak szolgáltatta ki. Mielőtt azonban Dzsem elért volna Franciaországba, valószínűleg megmérgezték, és meghalt.

## A szépirodalomban
- Jókai Mór: A magyar nemzet története regényes rajzokban - Dzsem herceg MEK
- Szintén felbukkan az alakja – említés szintjén – Bogáti Péter Halló, itt Mátyás király című regényében is.
- Ivo Andrić: Elátkozott udvar MEK